# ليندا ويلسون
ليندا ويلسون (مواليد 1936 في واشنطن العاصمة) هي مسؤولة أكاديمية أمريكية. وعالمة اجتماع مخضرمة أقامت دراسة عن مئة كارثة طبيعية.